# Neoherminia latimarginea
Neoherminia latimarginea là một loài bướm đêm trong họ Noctuidae.